# Instituto de Investigación Biosanitaria del Principado de Asturias
El Instituto de Investigación Biosanitaria del Principado de Asturias (ISPA) es un centro multidisciplinar orientado a la excelencia en la investigación, desde donde impulsa el análisis y la innovación orientada a la asistencia sanitaria en el ámbito de la biomedicina, la biotecnología y la bioingeniería. Está ubicado en Oviedo. El ISPA orienta sus estudios al cáncer y al envejecimiento, la biopatología de grandes sistemas, las neurociencias, la inmunología y la microbiología. En el ISPA trabajan grupos de: la Servicio de Salud del Principado de Asturias (SESPA), la Fundación para la investigación y la Innovación Biosanitaria del Principado de Asturias (FINBA), la Universidad de Oviedo y el  Consejo Superior de Investigaciones Científicas (CSIC) que llevan a cabo investigación puntera en temas relacionados con la Biología. También trata de contribuir a la formación y promoción de investigadores jóvenes, así como atraer a científicos asturianos de prestigio que actualmente trabajan en otras comunidades o países.

## Historia
El 5 de abril de 2016, el Gobierno del Principado de Asturias creó el ISPA, con la misión de realizar investigaciones de la máxima calidad, traduciendo los resultados de la investigación básica, clínica, epidemiológica, de servicios sanitarios y de salud pública al Sistema Nacional de Salud (SNS), al Sistema Español de Ciencia y Tecnología, al paciente y a la sociedad en su conjunto. Su principal objetivo es que todo el conocimiento generado en la investigación se traduzca en el tratamiento y prevención de enfermedades, y en la mejora de la salud y calidad de vida de la población.
El 22 de febrero de 2019 la Consejería de Sanidad y el Servicio de Salud del Principado de Asturias (Sespa), estableció un acuerdo con el Consejo Superior de Investigaciones Científicas (CSIC), la Universidad de Oviedo y la Fundación para la Investigación e Innovación Biosanitaria del Principado de Asturias (Finba) mediante el que se procedió a integrar al CSIC como miembro del consejo rector del ISPA.
Desde su inicio hasta 2019, se incorporaron a esta estructura 43 grupos, provenientes de la Universidad de Oviedo, del Hospital Universitario Central de Asturias (UCA) –que incluyen a facultativos del Hospital de Cabueñes (Gijón) y del Hospital San Agustín (Avilés) y del CSIC– con seis áreas de investigación y en los que trabajan cerca de seiscientas personas. En este tiempo se han desarrollado 194 proyectos -veintiún de ellos europeos-, que han aportado 33,5 millones de euros; han conseguido 38 patentes y han dado lugar a ocho spin-off o iniciativas empresariales. La producción científica, en lo que a publicaciones se refiere, también ha dado buenos resultados: una media de 781 artículos publicados cada año, lo que sitúa a este centro asturiano en el puesto número siete de los 31 institutos de investigación sanitaria acreditados en España.

## Áreas de investigación científica
Las principales áreas de investigación del ISPA son las siguientes:
- Cáncer de pulmón. Investigando el riesgo causado por el consumo de tabaco y alcohol, la contaminación atmosférica, el nivel socioeconómico o la exposición a sustancias como el asbesto.
- Cáncer infantil. Observando los efectos contaminantes ambientales sobre el crecimiento y desarrollo infantil mediante el seguimieno de mujeres embarazadas y sus hijos.[5]

## Grupos de investigación
En el ISPA participan los siguientes grupos de investigación:  
- Instituto Nacional del Carbón (Incar-CSIC).
- Grupo de materiales compuestos del Incar.
- Centro de Investigación en Nanomateriales y Nanotecnología (CINN-CSIC). 
- Grupo de síntesis y caracterización avanzada de materiales multifuncionales y nanocomposites.
- Instituto de Productos Lácteos de Asturias (Ipla-CSIC).
- Grupo de funcionalidad y ecología de microorganismos beneficiosos. 
- Grupo de fermentos lácticos y bioconservación (DairySafe). 
- Grupo de microbiología molecular. 
- Genómica, cáncer y envejecimiento (Carlos López Otín, Universidad de Oviedo). 
- Epidemiología ambiental y molecular del cáncer (Adonina Tardón, Universidad de Oviedo).
- Investigación clínica básica en neurología (María Victoria Álvarez, HUCA).
- Microbiología traslacional (José A. Boga, HUCA).
- Patología cardiaca (César Morís, HUCA).
- Psiquiatría (Julio Bobes, Sespa).
- Dieta, microbiota humana y salud (Sonia González, Universidad de Oviedo).
- Inmunología tumoral (Segundo González, Universidad de Oviedo).
- Autoinmunidad e inflamación (Ana Suárez, Universidad de Oviedo).
- Eje cardiorrenal (Elicer Coto, HUCA).
- Endocrinología, nutrición, diabetes y obesidad (Elías Delgado, HUCA).
- Cellular response to oxidative stress (CROS) (Ana Coto, Universidad de Oviedo).
- Pediatría (Fernando Santos, HUCA).
- Oftalmología, ciencias de la visión y terapias avanzadas (Jesús Merayo, Universidad de Oviedo).
- Espectometría de masas y análisis biomédico (Elisa Blanco, Universidad de Oviedo).
- Investigación básica y traslacional en enfermedades cutáneo-articulares (Pablo Coto, HUCA).
- Electroanálisis (María Jesús Lobo, Universidad de Oviedo).
- Biosíntesis de compuestos bioactivos por microorganismos (José Antonio Salas, Universidad de Oviedo).